# كليمان مارو
كليمان مارو (بالفرنسية: Clément Marot)‏ شاعر فرنسي من شعراء البلاط، وُلد في كاهور بجنوب فرنسا عام 1496. ينتمي مارو إلى القرن السادس عشر وعصر النهضة. اتهم بالإلحاد وتم سجنه في الفترة من 1527 حتى 1532. ألف في السجن كتاب الجحيم الذي اعتمد فيه على الرمز. ترجم المزامير إلى الشعر الفرنسي عام 1514. كان ذائع الصيت وعاش تحت حماية الملك فرانسوا الأول ملك فرنسا.
تأثر مارو في بداياته بالبلاغيين وبالقدماء وظهر جليًا في ترجماته لبعض الأعمال مثل القصيدة الرعوية الأولى وحكم مينوس، وفي قصيدته معبد كيوبيد عام 1515، التي كانت تعتمد أسلوب التشخيص المجازي لبعض شخصياتها المأخوذة عن الرواية الوردية التي نشرها في عام 1529. إضافة إلى ما سبق، قام كليمان بنشر مجموعة يفاعة كلمنتية عام 1532، حيث جمع قصائد شبابه بها. وقد لاقت هذه المجموعة نجاحًا مبهرًا، مما أدى بدوره إلى إعادة طباعتها مرة أخرى.
كان مارو شاعر بلاط، وكان مضطرًا إلى أن يخصص بعضًا من قصائده حتى تتماشى مع بعض المناسبات مثل حالات الشكاوى وقصائد الأعراس والتراتيل. اصطبغت قصائده المكتوبة في مديح الملوك بالثقل والدقة، إلا أنه كان يترك العناء وفيض المشاعر لكتاباته الخاصة، ولم يتقيد في هذه الحالة بقواعد البلاغيين أو متطلبات العظماء. لم يكن مجددًا في أعماله الشعرية التي كانت تضم الروندو والبالاده وغيرهما من الأشكال الشعرية الثابتة، إلا أنه تميز ببحثه عن إيقاعات جديدة لم تكن قد استخدمت بعد، ومنها السونيتة، حيث كان له الفضل في دخولها إلى الشعر الفرنسي مع بعض التعديلات في القرن السادس عشر، برفقة ميلن دي سان جليه.
كانت قصائده الرثائية تفيض بالعاطفة، أما رسائله فكانت مليئة بالإسقاطات على أحداث العصر، وقصائده الهجائية كانت لاذعة، فيما كانت قصائده الدينية مليئة بالتأمل والسكينة. تميز أسلوبه بالأناقة والوضوح والسلاسة وتأثر بالنزعة الإنسانية، إضافة إلى جمعه بين الجدية والمزاح والخفة والمداعبة. كان يتخطى الجميع في أعماله الهجائية، بما في ذلك رجال القضاء والشرطة والكنيسة. حيث اعتبرت رسالته الهجائية التي وجهها إلى ساغون السبب الذي أدى إلى اتهامه بالهرطقة، وكانت هذه الرسالة بمثابة أول شعر هجائي باللغة الفرنسية. وتُوفي في عام 1544.

## روابط خارجية
- كليمان مارو على موقع الموسوعة البريطانية (الإنجليزية)
- كليمان مارو على موقع ميوزك برينز (الإنجليزية)
- كليمان مارو على موقع ديسكوغز (الإنجليزية)